# Заруденье
Зару́денье — деревня в Плюсском районе Псковской области России. Входит в состав Лядской волости.
Расположена в 2 км к юго-востоку от волостного центра Ляды и в 47 км к северо-западу от райцентра Плюсса.

## Население
| 2001 | 2002 | 2010 |
| ---- | ---- | ---- |
| 223  | ↘174 | ↘136 |

Численность населения деревни на 2000 год составляла 223 человека.

## Исторические сведения
Первое упоминание деревни находится в писцовой книге 7007 (1498/1499) года письма Матвея Ивановича Валуева, текст которой сохранился в виде выписки XVIII века (в выписке текст датирован неверно 1524 годом).

«Дер. Зарудное: во дворе Симаник Кирилов, сын его Сергей, во дворе Ананья Палкин, зять его Ивашко Зубок, во дворе Нестер да Трофим Патриевы, во дворе Ивашко Тимофеев, сын его Олешко, во дворе Лутьянко Алексеев, да зять его Родка Фомин, во дворе Тимоха Андреев, во дворе Артем Конанов бочешник бес пашни, пашни 20 коробей, сена 100 копен, 4 обжи.

Дер. Бараново: во дворе Грихно Крен, сын его Ондрейко да Якушко Исаков, во дворе Нестер Васильев, да Игнат, да Семен братья его, пашни 8 коробей, сена 50 копен, 2 обжи.»— [РГАДА, Ф.1209, Оп.1, № 706]; опубликовано: "Новгородские писцовые книги, изданные Археографической комиссией." Т.V. Редактор Богоявленский С.К. СПб. 1905. Текст приведён по редакции данного издания (с исправлением ошибки в названии).
7 февраля 1977 года решением Псковского облисполкома № 41, в состав деревни Заруденье вошла соседняя деревня Баранова Горка.